# Bulldozer (microarchitettura)
Bulldozer è il nome di un'architettura di microchip sviluppata da AMD per computer desktop e server, introdotta sul mercato nell'ottobre del 2011 e successiva all'architettura K10.
I processori che utilizzano questa architettura, come quelli della famiglia FX e Opteron, sono composti da diversi moduli collegati da una cache L3 unificata. In ogni modulo sono presenti due core utilizzati per i calcoli integer e uno condiviso da entrambi destinato a quelli in virgola mobile.